# 나가세 타스쿠
나가세 타스쿠(일본어: 永瀬 匡, 1993년 1월 22일 ~ )는 일본의 배우이다.
돗토리현 출신. 켄온 소속.

## 출연

### 드라마
- 오란고교 호스트부 제9 ~ 10화 (2011년 9월 16일 ~ 23일, TBS) - 코마츠 아키라 역
- 괴도 로얄 (2011년 10월 ~ 12월, TBS) - 코스기 료타 역
- 연애 니트 (2012년 1월 ~ 3월, TBS) - 야마다 타쿠야 역
- 방과후는 미스터리와 함께 1회 (2012년 4월 23일 ~ 30일, TBS) - 아다치 슌스케 역
- 가면라이더 위저드 제17 ~ 53화 (2013년 1월 6일 ~ 9월 29일, TV 아사히) - 니토 코스케/가면라이더 비스트(목소리) 역
- 야에의 벚꽃 제44 ~ 45화 (2013년 11월 3일 ~ 10일, NHK) - 아오키 에이지로 역
- 오후코상 (2014년 1월 ~ 2월, NHK BS 프리미엄) - 카타오카 다이스케 역
- 블랙 프레지던트 (2014년 4월 ~ 6월, 칸사이 TV) - 쿠도 료스케 역
- 피셔먼즈 블루스 Fish1 〈그의 이름은 브라운 트라우트〉 (2014년 12월 21일, TV 아사히)
- 아이언 그랜드마 제4화 (2015년 1월 31일, NHK BS 프리미엄) - 코바시 유타카 역
- 마음이 부서지네요 (2015년 4월 ~ 6월, 후지 TV) - 토미타 료 역
- 나폴레옹의 마을 (2015년 7월 ~ 9월, TBS) - 우시야마 모지 역
- HiGH&LOW~THE STORY OF S.W.O.R.D.~ (2015년 10월 ~ 12월, 닛폰 TV) - 시온 역
  - HiGH&LOW Season2 (2016년 4월 ~ 6월)
- 후낫시 탐정 (2016년 1월 7일, 후지 TV) - 마키노 역
- 머니의 천사~당신의 돈, 되찾겠습니다~ (2016년 1월 ~ 3월, 요미우리 TV) - 고하라 켄타 역
- 첫사랑 연예인 (2016년 3월 ~ 4월, NHK BS 프리미엄) - 미즈타니 역
- 농구도 사랑도, 하고 싶어 (2016년 9월 19일 ~ 21일, 후지 TV) - 타카마츠 유키 역
- 인형 사시치 체포장 제6화 (2016년 12월 13일, BS 재팬) - 요네사부로 역

### 영화
- 악의 교전 (2012년, 토호) - 나루세 슈헤이 역
- 헤이세이 가면라이더 시리즈 (2012년 ~ 2013년, 토에이) - 니토 코스케/가면라이더 비스트(목소리) 역
  - 가면라이더×가면라이더 위저드&포제 MOVIE 대전 얼티메이텀 (2012년) - 목소리만
  - 가면라이더×수퍼 전대×우주 형사 수퍼 히어로 대전Z (2013년)
  - 극장판 가면라이더 위저드 in Magic Land (2013년)
  - 가면라이더×가면라이더 가이무&위저드 천하 판가름의 전국 MOVIE 대합전 (2013년)
- 유다 (2013년, Is.Field) - 다이스케 역
- 사랑한다고 말해. (2014년, 쇼치쿠) - 나카니시 켄지
- 즈타보로 (2015년, 토에이) - 주연·이타야 코이치 역
- 천공의 벌 (2015년, 쇼치쿠) - 카미죠 역
- Mr.맥스맨 (2015년, KATSU-do) - 니시지마 역
- HiGH&LOW THE MOVIE (2016년, 쇼치쿠) - 시온 역
- CUTIE HONEY -TEARS- (2016년, 토에이) - 키무라 류타 역
- RANMARU 신의 혀를 가진 남자 (2016년, 쇼치쿠) - 우라나이 마코토 역
- 원타치 (2019년) - 키리타 켄타 역

### 무대
- 위즈~오즈의 마법사~ (2012년 9월 28일 ~ 30일, 카나가와 예술 극장 홀/10월 4일 ~ 7일, 우메다 예술 극장 메인 홀/10월 18일 ~ 28일, 도쿄 국제 포럼 홀 C/11월 3일 ~ 6일, 츄니치 극장)